# Mistrovství Evropy v boxu žen 2016
X. mistrovství Evropy žen v boxu proběhlo v Sofii, Bulharsko ve dnech 15. až 23. listopadu 2016. Organizátorem turnaje mistrovství Evropy byla European Boxing Confederation (EUBC).

## Česká stopa
Na mistrovství Evropy startovaly za Česko 2 boxerky:
- −54 kg: Lenka Kardová (* 1989) z SK Boxing České Budějovice
- −64 kg: Martina Schmoranzová (* 1987) z SKMP Děčín

## Výsledky
| Ženy   | Zlato                          | Stříbro                   | Bronz                       | Bronz                        |
| ------ | ------------------------------ | ------------------------- | --------------------------- | ---------------------------- |
| –48 kg | Sevda Asenovová (BUL)          | Lise Sandebjerová (SWE)   | Jekatěrina Piniginová (RUS) | Stephanie Silvaová (ITA)     |
| –51 kg | Jelena Saveljevová (RUS)       | Teťana Kobová (UKR)       | Sandra Drabiková (POL)      | Elizabeth Whitesideová (ENG) |
| –54 kg | Stanimira Petrovová (BUL)      | Anna Alimardanovová (AZE) | Viktorija Kulešovová (RUS)  | Delphine Manciniová (FRA)    |
| –57 kg | Denica Elisejevová (BUL)       | Satı Burcuová (TUR)       | Natalija Samochinová (RUS)  | Julija Apanasovičová (BLR)   |
| –60 kg | Darija Abramovová (RUS)        | Mira Potkonenová (FIN)    | Esra Yıldızová (TUR)        | Sandy Ryanová (ENG)          |
| –64 kg | Alexandra Ordinová (RUS)       | Rose Ecclesová (WAL)      | Martina Schmoranzová (CZE)  | Kinga Siwá (POL)             |
| –69 kg | Jelena Vystropovová (AZE)      | Sema Çalışkanová (TUR)    | Sa'adat Abdulajevová (RUS)  | Teťana Petrovyčová (UKR)     |
| –75 kg | Natasha Galeová (ENG)          | Maily Nicarová (FRA)      | Lauren Priceová (WAL)       | Christine Desmondová (IRL)   |
| –81 kg | Elif Güneriová (TUR)           | Petra Szatmáriová (HUN)   | Lejla Džavadovová (AZE)     | Viktorija Kebikovová (BLR)   |
| +81 kg | Zemfira Magomedalijevová (RUS) | Sylwia Kusiaková (POL)    | Ajnur Rzajevová (AZE)       | Şennur Demirová (TUR)        |

## Medailová bilance
V boxu se rozdělilo celkem 10 sad medailí.
| Pořadí | Stát              |       | Ženy    | Ženy  | Ženy | Celkem |
| Pořadí | Stát              | Zlato | Stříbro | Bronz |      | Celkem |
| ------ | ----------------- | ----- | ------- | ----- | ---- | ------ |
| 1.     | Rusko (RUS)       |       | 4       | 0     | 4    | 8      |
| 2.     | Bulharsko (BUL)   |       | 3       | 0     | 0    | 3      |
| 3.     | Turecko (TUR)     |       | 1       | 2     | 2    | 5      |
| 4.     | Ázerbájdžán (AZE) |       | 1       | 1     | 2    | 4      |
| 5.     | Anglie (ENG)      |       | 1       | 0     | 2    | 3      |
| 6.     | Polsko (POL)      |       | 0       | 1     | 2    | 3      |
| 7.     | Francie (FRA)     |       | 0       | 1     | 1    | 2      |
| 7.     | Ukrajina (UKR)    |       | 0       | 1     | 1    | 2      |
| 7.     | Wales (WAL)       |       | 0       | 1     | 1    | 2      |
| 10.    | Finsko (FIN)      |       | 0       | 1     | 0    | 1      |
| 10.    | Maďarsko (HUN)    |       | 0       | 1     | 0    | 1      |
| 10.    | Švédsko (SWE)     |       | 0       | 1     | 0    | 1      |
| 13.    | Bělorusko (BLR)   |       | 0       | 0     | 2    | 2      |
| 14.    | Česko (CZE)       |       | 0       | 0     | 1    | 1      |
| 14.    | Irsko (IRL)       |       | 0       | 0     | 1    | 1      |
| 14.    | Itálie (ITA)      |       | 0       | 0     | 1    | 1      |
| Celkem | Celkem            |       | 10      | 10    | 20   | 40     |